# Podjela Indije
Podjela Indije 1947. bila je promjena političkih granica i podjela imovine koja je pratila raspad Britanske Indije na indijskom potkontinentu i nastanka dvaju neovisnih dominiona u južnoj Aziji: Indije i Pakistana.
Dominion Indija je danas Republika Indija, a Dominion Pakistan — koji se u to vrijeme sastojao od dvije regije koje leže s obje strane Indije — sada je Islamska Republika Pakistan i Narodna Republika Bangladeš (odvojio se od Pakistana 1971.). Podjela je navedena u Zakonu o neovisnosti Indije iz 1947. Promjena političkih granica osobito je uključivala podjelu dviju provincija Britanske Indije: Bengal i Pandžab. Većinski muslimanski distrikti u tim pokrajinama dodijeljeni su Pakistanu, a većina nemuslimanskih Indiji. Ostala imovina koja je podijeljena uključivala je Britansko-indijsku vojsku, Kraljevsku indijsku mornaricu, Kraljevsko indijsko zrakoplovstvo, indijsku državnu službu, željeznice i središnju riznicu. Odredbe o samoupravi neovisnog Pakistana i Indije zakonski su stupile na snagu u ponoć 14. odnosno 15. kolovoza 1947. godine.
Podjela je uzrokovala gubitak života velikih razmjera i migraciju bez presedana između dvaju dominiona. Među izbjeglicama koje su preživjele, to je učvrstilo uvjerenje da sigurnost leži među pripadnicima iste vjere. Pakistan je bio zamišljeno utočište za muslimane Britanske Indije. Migracije su se odvijale užurbano i bez upozorenja. Smatra se da se preselilo između 14 i 18 milijuna ljudi, a možda i više. Prekomjerna smrtnost tijekom razdoblja podjele obično se procjenjuje na oko milijun ljudi. Nasilna priroda podjele dovela je do atmosfere neprijateljstva i sumnje između Indije i Pakistana koja do danas utječe na njihov odnos.
Nepal i Butan potpisali su ugovore s Britancima koji su ih označili kao neovisne države i nisu bili dio Indije pod britanskom vlašću. Himalajsko Kraljevstvo Sikkim uspostavljeno je kao kneževska država nakon anglo-sikimskog sporazuma 1861., ali je njegov suverenitet ostao nedefiniran. Godine 1947. Sikkim je postao neovisno kraljevstvo pod vrhovnom vlašću Indije. Maldivi su postali protektorat britanske krune 1887., a neovisnost su stekli 1965. godine.